# La nuvola nera
La nuvola nera è un romanzo di fantascienza apocalittica scritto dall'astronomo e cosmologo britannico sir Fred Hoyle, pubblicato nel 1957 e tradotto in italiano l'anno successivo. Il romanzo ipotizza l'arrivo nel sistema solare di una enorme nube interstellare di gas, che frapponendosi fra il Sole e la Terra e bloccando luce e radiazioni solari minaccia di causare l'estinzione della vita sulla Terra. 

## Trama
Nel 1964, gli astrofisici scoprono una nube interstellare di gas che si avvicina al sistema solare. Un gruppo di scienziati, fra cui il protagonista, Chris Kingsley, viene riunito a Nortonstowe, in Inghilterra, per studiare il fenomeno e le sue possibili conseguenze.
Contrariamente alle aspettative, avvicinandosi al sistema solare la nube rallenta anziché accelerare, fino a fermarsi intorno al Sole, impedendo così alla luce e alle radiazioni solari di raggiungere la Terra. Un'ondata di gelo avvolge il pianeta, minacciando l'estinzione dell'umanità. Gli scienziati di Nortonstowe entrano nel frattempo in conflitto con i politici, che avevano cercato inizialmente di nascondere la notizia dell'arrivo della nube, e che li sottopongono ora a un controllo asfissiante. 
Chris Kingsley, astrofisico carismatico e insofferente all'autorità, sviluppa l'ipotesi che il comportamento anomalo della nube vada considerato come volontario: la nuvola è un superorganismo senziente, che cerca luce e calore dal Sole. Il gruppo riesce a comunicare con la nuvola, che è a sua volta sorpresa dall'incontro con forme di vita senzienti su un pianeta solido. I politici, venuti a conoscenza della vera natura della nuvola, decidono di cercare di indurla ad allontanarsi facendo esplodere al suo interno alcuni ordigni nucleari, che vengono però prontamente rispediti ai mittenti. È la nuvola stessa - sia per via delle sue conversazioni con gli scienziati, sia perché desiderosa di raggiungere una nube gemella che ha cessato di comunicare - a decidere di riprendere il suo viaggio interstellare. Le "conversazioni" con la nuvola - che mostra, ad esempio, una speciale predilezione per la musica per piano di Beethoven - sono fra le sezioni più interessanti del romanzo. Prima di partire, la nuvola acconsente a trasmettere parte delle sue conoscenze a Kingsley, che però non sopravvive all'esperimento: le conoscenze della nuvola sono talmente diverse e di un livello di complessità talmente maggiore di quello umano, da provocare nell'astrofisico una irreversibile crisi cerebrale.

## Edizioni

### Edizioni italiane
- Fred Hoyle, La nuvola nera, Milano, Narrativa, Feltrinelli, 1958, pp. 325; traduzione di Luciano Bianciardi.
- Fred Hoyle, La nuvola nera, Milano, Universale Economica 326. «Letteratura», Feltrinelli, 1960, pp. 258; traduzione di Luciano Bianciardi.
- Fred Hoyle, La nuvola nera, Milano, Garzanti per Tutti. I Romanzi Famosi 59, Garzanti, 1966, pp. 251; traduzione di Luciano Bianciardi.
- Fred Hoyle, La nuvola nera, a cura di Cesare Pisani, Torino, Loescher, 1979, pp. 234; traduzione di Luciano Bianciardi.